# Kyoshi
 Der er for få eller ingen kildehenvisninger i denne artikel, hvilket er et problem. Du kan hjælpe ved at angive troværdige kilder til de påstande, som fremføres i artiklen.

Kyōshi (教士 : きょうし?) er den mellemste instruktørtitel - ( Shōgō (称号) ) inden for japansk kampsport/kampkunst. Man kan gå op til prøve som instruktør hvis man har bestået sin Renshi - som regel omkring 6-7 dan.

## Japanske titler
- Kyoshi
- Renshi
- Sempai
- Sensei
- Shihan
- Soke